# Alban Hoxha
Alban Bekim Hoxha (nascut el 23 de novembre de 1987) és un futbolista professional albanès que juga com a porter al club Partizani Tirana i amb la Selecció nacional d'Albània.
Va començar al Dinamo Tirana el 2004 fins al 2011 en que fou traspassat al KS Kastrioti. La temporada 2012-2013 es va incorporar al KF Besa Kavajë fins que l'estiu del 2013 ingressa al FK Partizani Tirana on juga actualment dins la Lliga albanesa de futbol.